# Chapelle Notre-Dame de Mayran
Pour les articles homonymes, voir Mayran.
La chapelle Notre-Dame de Mayran est une chapelle d'origine romane, située à Saint-Victor-la-Coste dans le département français du Gard en région Occitanie.

## Localisation
La chapelle se dresse isolée, au chemin de Mayran, non loin de la route départementale D145, au nord-est de Saint-Victor-la-Coste.

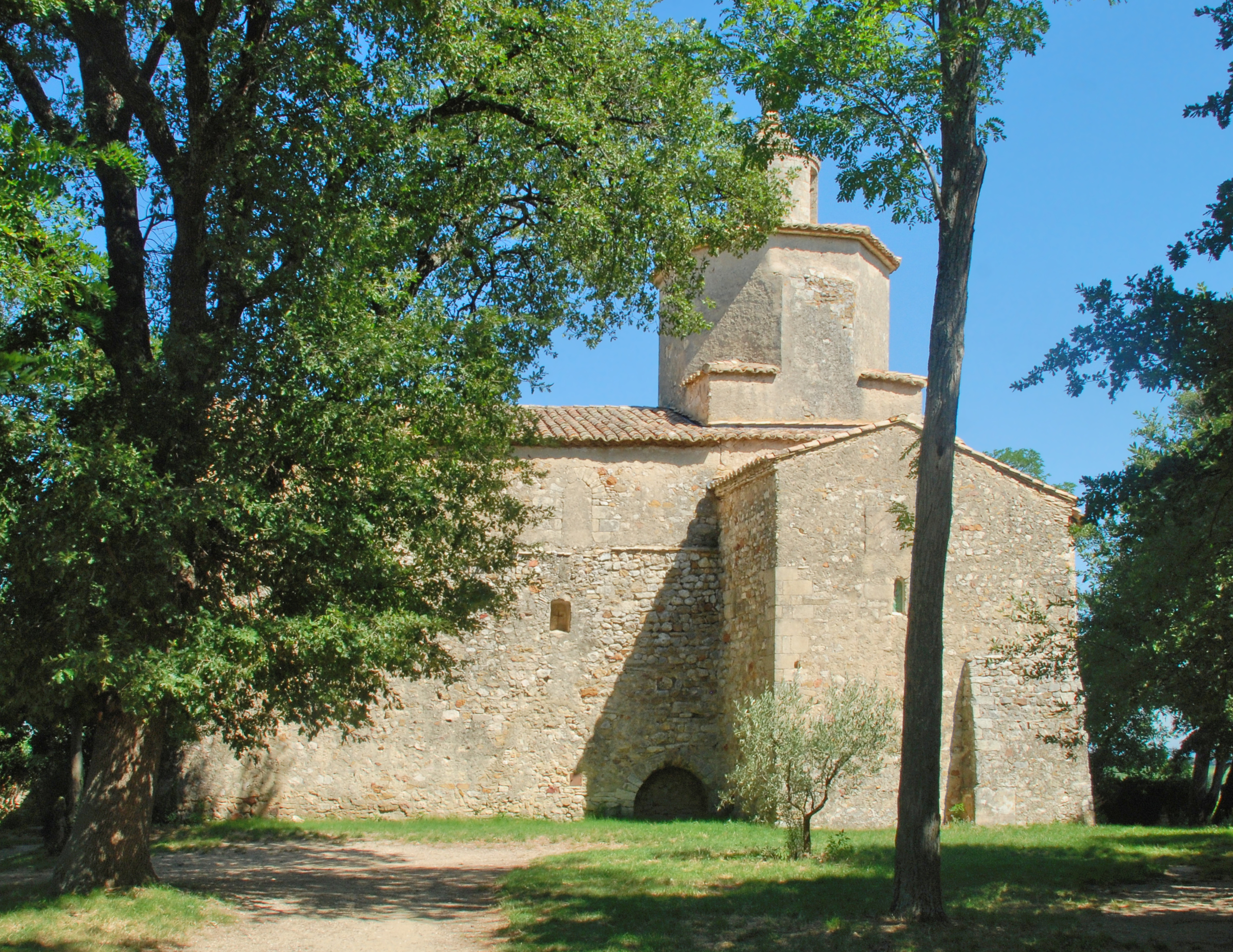

## Historique
La chapelle Notre-Dame date des XIe et XIIe siècles,.
Elle fait l'objet d'un classement au titre des monuments historiques depuis le 28 octobre 1980.
La commune est actuellement propriétaire de la chapelle.